# Voto del bodhisattva

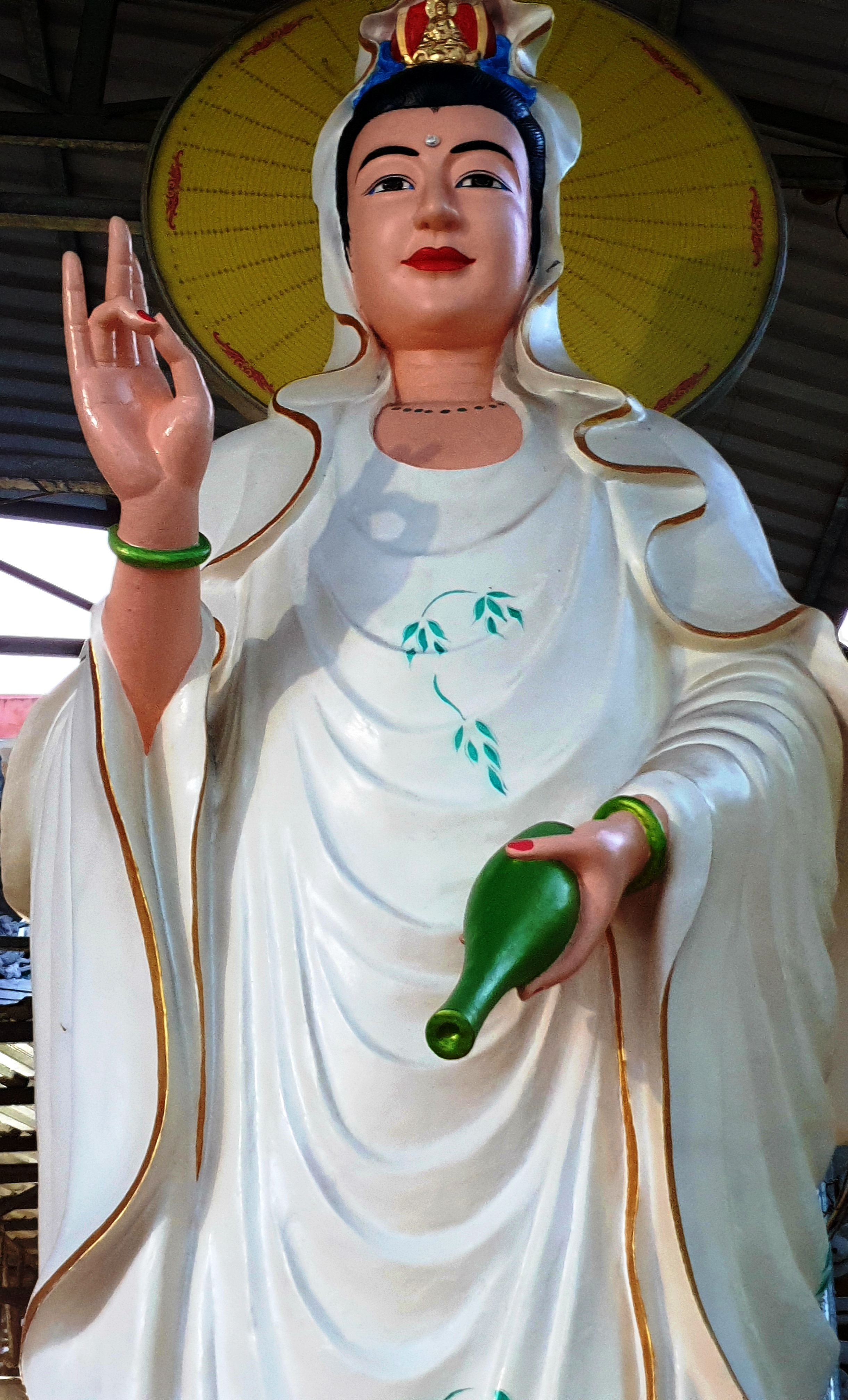
Estatuas de Quan The Am en Vietnam

En el budismo, el voto del bodhisattva es la expresión del compromiso del bodhisattva, término sánscrito dado a cualquier persona que, motivada por una gran compasión, ha generado la bodhicitta, un deseo espontáneo de alcanzar la budeidad (o última iluminación) en beneficio de todos los seres sensibles. Lo que convierte a alguien en un bodhisattva es su dedicación al bienestar pleno de otros seres, como se expresa en la oración:

Que alcance la iluminación para el beneficio de todos los seres sensibles.

Con esta motivación, si el bodhisattva o aspirante a bodhisattva se compromete a participar en la práctica de las seis o diez perfecciones (Pāramitā), se considera que ha tomado el voto del bodhisattva.

## En el budismo mahayana
En el budismo Mahāyāna aparecen varios votos del bodhisattva, a veces llamados preceptos del bodhisattva, entre los que destaca el voto que afirma que se esforzará en el tiempo que dura el samsara en liberar a todos los seres de la rueda de la vida y conducirlos a la iluminación. El bodhisattva no busca el bodhi (despertar) exclusivamente para sí mismo, sino sobre todo para la causa de la liberación de todos los demás seres y para ayudarles a entrar en la beatitud del nirvana.
Esto se puede hacer venerando a todos los Budas y mediante el cultivo de la perfección moral y espiritual suprema, que se pone al servicio de los demás. 
En particular, los bodhisattvas prometen llevar a la práctica las seis perfecciones: generosidad, disciplina moral, paciencia, esfuerzo, concentración y sabiduría para cumplir su objetivo de alcanzar la bodhicitta por el bien de todos los seres.

## Tomando el voto del bodhisattva
Un ejemplo de un voto del bodhisattva se encuentra al final del Sutra de la Guirnalda, escrito por Samantabhadra. En la obra "Guía para el modo de vivir del bodhisattva" (Bodhi-charia-avatara) del filósofo Shantideva, el voto se toma con los siguientes famosos versos del sutra:

Así como todos los Sugatas anteriores, 

los Budas generaron la mente de la iluminación 
y realizaron todas las etapas
de la formación Bodhisattva,
así lo haré yo también, por el bien de todos los seres,
generaré la mente de la iluminación
y cumpliré todas las etapas

de la formación del Bodhisattva.

La promesa de mantener los votos bodhisattva se aplica no sólo a esta vida, sino a cada vida posterior hasta la iluminación. Así pues, según la doctrina mahayana, estas promesas siguen en nuestra mente de reencarnación en reencarnación.

## En tradiciones de la India y el budismo tibetano
Asanga que vivió entre los años 315 y 390, delineó los 18 votos principales y los cuarenta y seis menores del bodhisatva. Esta nomenclatura todavía se utilizan en las cuatro principales tradiciones de la India y el budismo tibetano. Los dieciocho grandes votos (las acciones que deben ser abandonadas) son los siguientes:
1. Alabarse a sí mismo o menospreciar a otros por el interés de recibir bienes materiales, elogio o respeto.
2. No dar ayuda material o, debido a la avaricia, no enseñar el dharma a aquellos que están sufriendo o no tienen protector.
3. No escuchar las disculpas de los demás o criticar a otros.
4. Abandonar el Mahayana diciendo que los textos Mahayana no son las palabras de Buda o la enseñanza de lo que parece ser el dharma, pero no lo es.
5. Tomar cosas que pertenecen a Buda, el dharma o la sangha.
6. Abandonar el dharma sagrado, diciendo que los textos que enseñan mediante los tres vehículos no son la palabra del Buda.
7. Privar con rabia a personas ordenadas de sus ropas, golpeandolos y encarcelándolos o causando que abandonen su orden incluso si son moralmente impuros, por ejemplo, afirmando que estar ordenado es inútil.
8. Cometer cualquiera de las cinco acciones profundamente negativas: (1) matar a la madre de uno, (2) matar al padre de uno, (3) matar a un Arhat, (4) intencionalmente extraer sangre de un Buda o provocar el cisma (5) apoyar y difundir puntos de vista sectarios en la comunidad de la Sangha.
9. Sostener visiones distorsionadas (que son contrarias a las enseñanzas de Buda, como negar la existencia de las Tres Joyas o la ley de causa y efecto, etc)
10. La destrucción de ciudades, pueblos, ciudades o grandes áreas, por medios tales como el fuego, las bombas, la contaminación o la magia negra.
11. Enseñar el Vacío a aquellos cuyas mentes no están preparadas.
12. Provocar que los que han entrado en el Mahayana se alejen de su trabajo para la iluminación y animarlos a trabajar solo por su propia liberación del sufrimiento.
13. Provocar que otros abandonen sus votos pratimoksha.
14. Debilitar a la Śrāvaka o vehículo Pratyekabuda (defendiendo y haciendo que otros sostengan que estos vehículos no abandonan el apego y otras ilusiones).
15. Afirmar falsamente que uno mismo se ha dado cuenta del vacío profundo y que si otros meditan como él, se darán cuenta de la vacuidad y llegarán a ser tan grandes y tan altamente reconocidos como uno mismo.
16. Aceptando regalos de otras personas que originalmente tenían previstos como ofrendas a las Tres Joyas. No entregar cosas a las Tres Joyas que otros han dado para ellos, o aceptar bienes robados de las Tres Joyas.
17. Causar que quienes se dedican a la calma de la meditación constante para renuncien a ella dando sus pertenencias a aquellos que se dedican meramente a recitar textos o hacer mal las normas disciplinarias que causan que una comunidad espiritual no sea armoniosa.
18. Abandonar cualquiera de los dos tipos de Bodhicitta (aspirar y participar).

Según Atisha los votos pratimoksha son la base del voto del bodhisatva. Sin mantener alguno de uno de los diferentes conjuntos de estos votos (en una de las actuales escuelas Vinaya), no hay voto del Bodhisattva.

## En la tradición chan-zen
La siguiente tabla de muestra las cuatro partes del voto según es practicada por las diversas tradiciones chan y zen. 
| Sino-japonés               | Español                                                                | Chino (pinyin)                 | Chino (hanzi)  |
| -------------------------- | ---------------------------------------------------------------------- | ------------------------------ | -------------- |
| Shi gu sei gan             | Los cuatro grandes votos                                               | Sì hóng shì yuàn               | 四弘誓願       |
| Shu jo mu hen sei gan do   | Me comprometo a liberar a todos los seres, sin número                  | Zhòng shēng wúbiān shì yuàn dù | 眾生無邊誓願度 |
| Bon no mu jin sei gan dan  | Me comprometo a arrancar las infinitas pasiones ciegas                 | Fánnǎo wújìn shì yuàn duàn     | 煩惱無盡誓願斷 |
| Ho mon mu ryo sei gan gaku | Me comprometo a penetrar a través de las puertas del dharma sin medida | Fǎ mén wúliàng shì yuàn xué    | 法門無量誓願學 |
| Butsu do mu jo sei gan jo  | Me comprometo a alcanzar el camino de Buda                             | Fó dào wúshàng shì yuàn chéng  | 佛道無上誓願成 |

En Japón los preceptos del bodhisattva son reconocidos como una ordenación de pleno derecho.

## En la tradición china
El Sutra de Brahmajala tiene una lista de diez compromisos principales y cuarenta y ocho votos menores conocidas como los Preceptos del Bodhisattva. Los Preceptos del Bodhisattva a menudo se llaman los "Brahma Net Sutra" (chino: 梵網 戒, pinyin: Fànwǎng Jiè), fue traducido por Kumarajiva (c. año 400). Los diez principales votos son los siguientes:
1. No matar ninguna criatura viva.
2. No robar nada.
3. No participar en ningún tipo de mala conducta sexual.
4. No mentir o utilizar palabras falsas.
5. No consumir o distribuir productos tóxicos.
6. No discutir las faltas y delitos que realice cualquier budista.
7. No alabarse a uno mismo ni menospreciar a otros.
8. No ser tacaño o abusivo hacia los más necesitados.
9. No guardar rencor o resentimiento o alentar a otros a estar enojado
10. No criticar o calumniar a las Tres Joyas.